# Knodus tiquiensis
Knodus tiquiensis är en fiskart som beskrevs av Ferreira och Lima 2006. Knodus tiquiensis ingår i släktet Knodus och familjen Characidae. Inga underarter finns listade i Catalogue of Life.